# Дроздецький Дмитро Анатолійович
Дмитро Анатолійович Дроздецький (рос. Дмитрий Анатольевич Дроздецкий; нар. 15 червня 1965, Красногорськ, Московська область) — російський художник, живописець і графік. Учасник групи художників «Митьки».

## Біографія
Початкову художню освіту отримав в середній художній школі імені Трєпакова в рідному місті Красногорськ. Брав участь у дитячих та юнацьких виставках в Токіо (1977, премія), Делі (1978, II премія), Мадриді (1979, I премія «My world») тощо. Навчався у Московському державному університеті геодезії і картографії. Водночас створював самостійно художні роботи, у 1984 році провів першу персональну виставку. У 1987 році вступив до Ризької академії мистецтв, Латвія, де навчався два роки заочно на кафедрі рекламного дизайну. У період з 1986 по 1991 рік створив близько 120 живописних полотен і більше 360 графічних робіт, більша частина з яких, за словами художника, була втрачена, продана або подарована. У 1991—1993 роках працював художником-ілюстратором у російському державному видавництві «Книга», з того часу є вільним художником.
На початку 1990-х років долучився до об'єднання художників «Лік», постійно бере участь у виставках об'єднання. З 1994 року є учасником петербурзького руху «Митьки». Співголова творчого об'єднання «Червоний матрос» (рос. Красний матрос).
Відомий під прізвиськом Митрич.